# Chthonius porevidi
Espèce
Chthonius porevidi est une espèce de pseudoscorpions de la famille des Chthoniidae.

## Distribution
Cette espèce est endémique du Monténégro. Elle se rencontre dans la grotte Knezlaz Pećina à Risan dans le Krivošije.

## Publication originale
- Ćurčić, Makarov & Lučić, 1998 : On two new endemic species of Chthonius C.L. Koch and Roncus L. Koch from Montenegro, Yugoslavia (Pseudoscorpiones, Arachnida). Revue Arachnologique, vol. 12, p. 69-77.